# Ørnulv Ødegård
Ørnulv Ødegård (ur. 12 kwietnia 1901 w Christianii, zm. 23 lutego 1986 w Oslo) – norweski lekarz psychiatra.

## Życiorys
W 1925 ukończył studia medyczne na Uniwersytecie w Oslo. W latach 1927–1930 na stażu w Stanach Zjednoczonych, pracował w Phipps Clinic w Baltimore pod kierunkiem profesora Adolfa Meyera, a później w Minnesocie, gdzie zbierał materiały do swojej pracy doktorskiej. Od 1938 do 1972 był dyrektorem szpitala psychiatrycznego Gaustad w Oslo. Od 1950 na katedrze psychiatrii Uniwersytetu w Oslo.
W pracy naukowej zajmował się genetycznymi, społecznymi, środowiskowymi, organicznymi i psychologicznymi uwarunkowaniami chorób psychicznych. Interesował się klasyfikacją zaburzeń psychicznych. W 1936 roku założył w Oslo pierwszy na świecie rejestr chorych umysłowo.
W 1941 wykonał pierwszą w Norwegii lobotomię, i wkrótce stał się najbardziej gorliwym propagatorem tej metody w Norwegii. Uważa się, że głównie za sprawą Ødegårda lobotomia była stosowana w Norwegii na tak wielką skalę, jak to miało miejsce (około 2500 pacjentów poddanych lobotomii; 714 lobotomii na milion mieszkańców). W szpitalu Gaustad stosowano bardzo często prymitywną technikę lobotomii przezoczodołowej. Zabiegom towarzyszyła duża śmiertelność. W latach 90. rząd Norwegii zdecydował o wypłaceniu odszkodowań rodzinom pacjentów.

## Wybrane prace
- Emigration and Insanity, 1932
- Personlige faktorer i den kroniske alkoholisme, 1933
- Samlivets naturlære, 1934
- Unge tilbakefallsforbrytere, 1941
- Nazisme og mentalhygiene, 1946
- The incidence of mental diseases in Norway during World War II[5]. 1954
- Reactive psychoses. Acta Psychiatrica Scandinavica. Supplementum 203, s. 28–30, 1968
- The Pattern of Discharge and Readmission in Norwegian Mental Hospitals, 1936-1963[6]. 1968